# Nephargynnis pulsitia
Nephargynnis pulsitia är en fjärilsart som beskrevs av Fox och Forbes 1971. Nephargynnis pulsitia ingår i släktet Nephargynnis och familjen praktfjärilar. Inga underarter finns listade i Catalogue of Life.